# Kölyökklub (televízióadó)
A Kölyökklub az RTL Magyarország gyerekcsatornája, amely 2023. december 15-én eredetileg 5:00-kor indult volna, de végül csak 10:00-kor indult el (az RTL Otthonnal együtt) a Tip, a kisegér című animációs sorozattal.
A csatorna hangja Kovács Nóra.
A csatorna reklámidejét az RTL Saleshouse értékesíti.

## Története
A csatornáról először 2023. augusztus 28-án látott napvilágot, amikor az RTL Magyarország társcsatornáinak sugárzó cége, a CLT-UFA S.A., a Szellemi Tulajdon Nemzeti Hivatalánál a nevét levédették. A csatorna híreiről először 2023. október 18-án a Media1 oldalán megjelent egy cikk, amely az RTL Magyarország riválisa, a TV2 Csoport korábbi portfólió-bővítésére reagálva egyszerre négy új, tematikus tévécsatornát indít. A csatorna indulásáról hivatalos bejelentésére 2023. október 26-án, a Big Picture konferencián került sor. Ezek egyike mesecsatorna lett, amely az RTL gyerekeknek szóló hétvégi műsorblokkjának a nevét viseli.
A csatorna tesztadását 2023. december 12-én, 3 nappal az indulása előtt kezdte meg, amiben a csatorna logójával monoton zenével volt ellátva. A csatorna logóját és a nevét 2023. november 27-én védették le a Szellemi Tulajdon Nemzeti Hivatalánál. A csatorna az év december 15-én reggel 10-kor - az RTL Otthonnal együtt a Tip, a kisegér című animációs sorozattal kezdte meg hivatalosan az adását.
A csatorna az indulástól kezdve először a Yettel TV, a Vidanet, a PR-Telecom és a Direct One, valamint 2024. január 3-tól a DIGI kábeles, majd később április 2-ától a műholdas előfizetők részére is elérhető (utóbbi SD minőségben). 2024. február 29-étől a Telekom IPTV és Telekom TV kínálatában is megtalálható. A csatorna július 1-je óta már az Antenna Digital kínálatában is fogható. 2024. decemberétől már a Tarr kínálatában is fogható.

## Műsorai
A csatorna kínálata nagyrészt a Minimaxról és az M2-ről lekerült, valamint az RTL-en látható azonos című és az egykori Jó reggelt, skacok! című műsorblokkban is leadott, de a cég streaming szolgáltatóján az RTL+-on is elérhető sorozatait adja, azonban ismert gyerekcsatornán már sugárzott sorozatok mellett, saját premiereket is sugároz, melyeket Magyarországon még nem lettek bemutatva egyetlen egy gyerekcsatornán sem. Néhány sorozat azonban az RTL által készítette új szinkronnal kerülnek műsorra.

### Sorozatok
| Magyar cím                       | Eredeti cím                        | Magyar premier      | Eredeti csatorna                | Eredeti magyar csatorna                       |
| -------------------------------- | ---------------------------------- | ------------------- | ------------------------------- | --------------------------------------------- |
| Oggy és a svábbogarak            | Oggy et les Cafards                | 2023. december 18.  | France 3, Canal+, Gulli         | RTL Klub, Fox Kids, Duna TV, M2               |
| Kody kalandjai                   | Kody Kapow                         | 2024. március 12.   | DeA Junior                      | M2                                            |
| Trükkös Tom                      | Tree Fu Tom                        | 2023. december 15.  | CBeebies                        | Minimax, M2                                   |
| Rozsdalovag                      | Ritter Rost                        | 2024. április 17.   | ZDF, KiKA                       | M2                                            |
| Waybuloo - Varázslatos Piplingek | Waybuloo                           | 2024. május 9.      | CBeebies                        | –                                             |
| Maja, a méhecske                 | Maya the Bee                       | 2023. december 15.  | TF1, Tiji, Gulli                | M2, TV2 Kids                                  |
| Ella, az elefánt                 | Ella the Elephant                  | 2024. január 2.     | TVO Kids                        | Minimax                                       |
| Dinofroz                         | Dinofroz                           | 2024. március 7.    | K2                              | TV2, Super TV2                                |
| Dínó farm                        | Dino Ranch                         | 2024. február 29.   | CBC Kids                        | TV2 Kids                                      |
| Rozsdalovag                      | Ritter Rost                        | 2024. április 17.   | ZDF, KiKA                       | M2                                            |
| Marblegen                        | Marblegen                          | 2024. április 28.   | TF1                             | –                                             |
| Supa Strikas                     | Supa Strikas                       | 2024. március 24.   | Disney Channel                  | Megamax, M2, Disney Channel                   |
| Babar és Badou kalandjai         | Babar and the Adventures of Badou  | 2024. február 8.    | YTV, Nickelodeon, Treehouse TV  | Minimax, M2, RTL Klub                         |
| Draco, a borzasztó               | –                                  | 2023. december 19.  | –                               | RTL+                                          |
| Vik, a viking                    | Vic the Viking                     | 2023. december 15.  | Network Ten, Eleven             | Minimax, M2                                   |
| Gormiti                          | Gormiti                            | 2024. április 28.   | Cartoon Network, Disney XD      | Megamax                                       |
| Redakai: A Kairu meghódítása     | Redakai                            | 2024. június 17.    | Canal J                         | Cartoon Network                               |
| Kalandos szafari                 | Zafari                             | 2024. április 5.    | NBC                             | TV2, TV2 Kids                                 |
| JoNaLu                           | JoNaLu                             | 2024. május 15.     | Kinderkanal                     | M2                                            |
| Marsupilami                      | Marsupilami                        | 2024. május 24.     | Canal J, France 3               | Minimax, TV2                                  |
| Percy és a tigris mesék          | Percy's Tiger Tales                | 2024. augusztus 22. | TiJi                            | M2, TV2 Kids                                  |
| Kókusz Kokó, a kis sárkány       | Der kleine Drache Kokosnuss        | 2024. október 16.   | ZDF                             | M2, Boomerang                                 |
| Brandnyuszi tánc                 | –                                  | 2024. december 23.  | –                               | –                                             |
| Heidi                            | Heidi                              | 2024. december 30.  | TF1, ZDF                        | M2, Minimax                                   |
| Rumli nyuszi                     | Rekkit Rabbit                      | 2024. december 31.  | TF1                             | –                                             |
| Született kémek                  | Totally Spies!                     | 2025. január 3.     | Teletoon, TF1, Gulli            | Fox Kids, Jetix, Nickelodeon, Cartoon Network |
| A dzsungel könyve                | The Jungle Book                    | 2025. január 15.    | TF1, ZDF                        | Minimax, M2                                   |
| Bitz és Bob                      | Bitz & Bob                         | 2023. december 15.  | CBeebies                        | Da Vinci, TV2 Kids                            |
| Max Steel                        | Max Steel                          | 2023. december 15.  | Disney XD                       | Megamax, RTL Klub                             |
| Tom és Jerry újabb kalandjai     | Tom and Jerry Tales                | 2024. április 12.   | TheCW                           | TV2, RTL Klub, RTL II, Boomerang, Cool TV     |
| Shasha és Milo                   | Shasha & Milo                      | 2024. május 31.     | –                               | –                                             |
| Szörnyimádó szörnyvadászok       | Monster Loving Hunters             | 2024. június 25.    | CBBC                            | –                                             |
| Florrie és a sárkányok           | Florrie's Dragons                  | 2023. december 15.  | Playhouse Disney, Disney Junior | RTL+                                          |
| Extrém foci                      | Extreme Football                   | 2024. május 31.     | France 3, Canal J               | Megamax                                       |
| Tip, a kisegér                   | Topo Tip                           | 2023. december 15.  | Rai 2, Rai Yoyo, DeA Junior     | Minimax, M2                                   |
| Lassie                           | Lassie                             | 2024. április 29.   | ZDF                             | Minimax                                       |
| Drakers – A Ferrari pilótái      | The Drakers                        | 2024. április 12.   | K2                              | TV2, Super TV2, Kiwi TV                       |
| Vigyázz, Blake!                  | Get Blake!                         | 2025. április 15.   | Nickelodeon, Gulli              | –                                             |
| Basketeers, a kosárcsapat        | The Basketeers                     | 2025. január 22.    | M6                              | Megamax                                       |
| Buckó                            | Q Pootle 5                         | 2025. január 29.    | CBeebies                        | M2                                            |
| Blinky Bill kalandjai a vadonban | The Wild Adventures of Blinky Bill | 2025. január 21.    | 7TWO                            | Minimax, M2,                                  |
| Edmond és Lucy                   | Edmond & Lucy                      | 2025. március 6.    |                                 | M2                                            |
| Wendy                            | Wendy                              | 2025. február 13.   |                                 | Minimax, M2                                   |
| Béci és Réci                     | Zack & Quack                       | 2025. február 7.    |                                 | Nick Jr., M2, Kiwi TV/TV2 Kids                |
| Zig és Sharko                    | Zig et Sharko                      | 2025. március 14.   |                                 | RTL+                                          |
| Nova család az űrben             | Space Nova                         | 2025. március 15.   |                                 | M2                                            |
| Kaeloo és barátai                | Kaeloo                             | 2025. március 22.   |                                 | –                                             |
| Floopaloo és a mágikus erdő      | Floopaloo Where Are You?           | 2025. február 3.    |                                 | RTL+                                          |
| Sikoly sétány                    | Scream Street                      | 2025. május 4.      | CBBC                            | HBO GO                                        |
| Sherlock, a jak                  | Sherlock Yack - Zoo Detective      | 2025. május 7.      |                                 | M2, Minimax                                   |

### Filmei
| Magyar cím                                                   | Eredeti cím                                    | Magyar premier     |
| ------------------------------------------------------------ | ---------------------------------------------- | ------------------ |
| Balerina                                                     | Ballerina                                      | 2023. december 18. |
| Kis Vuk                                                      | —                                              | 2023. december 16. |
| Macskafogó 2. – A sátán macskája                             | —                                              | 2023. december 17. |
| Paddington 2                                                 | Paddington 2                                   | 2023. december 24. |
| Blinky Bill: A film                                          | Blinky Bill the Movie                          | 2023. december 27. |
| A Krumplicskák titka                                         | Small Potatoes - Meet the Small Potatoes       | 2024. február 1.   |
| Mozdulatlan csillagok                                        | Inmobile Stars                                 | 2024. március 1.   |
| Lenyűgöző madarak                                            | Funny Birds                                    | 2024. április 30.  |
| Luisa és a tollaskígyó                                       | Luisa and the Feathered Snake                  | 2024. május 1.     |
| Kagyló és sültkrumpli                                        | Mussels & Fries                                | 2024. június 1.    |
| Wallace és Gromit: A nagy sajt túra                          | A Grand Day Out with Wallace and Gromit        | 2025. február 1.   |
| Wallace és Gromit - A bolond nadrág                          | Wallace and Gromit in The Wrong Trousers       | 2025. február 4.   |
| Wallace és Gromit - Birka Akció                              | Wallace and Gromit in A Close Shave            | 2025. február 7.   |
| Wallace és Gromit - Vekni vagy nem vekni avagy itt a pék vég | Wallace and Gromit: A Matter of Loaf and Death | 2025. február 10.  |